# Jos Gemmekebrug
De Jos Gemmekebrug (brug 1482) is een bouwkundig kunstwerk in Amsterdam-Zuidoost.
De brug ligt over een afwateringstocht/sloot die de grens vormt tussen de  woonwijk Gein en het park Gaasperzoom, dat naar het oosten doorloopt tot aan de landerijen bereikbaar vanaf de dijk van het riviertje Gein. In 1982 ontwierp architect Dirk Sterenberg van de Dienst der Publieke Werken een voetbrug die vanuit het Jan Nautahof via een tussen de woningen liggend voetpad toegang geeft tot dat park. Het maakte deel uit van een pakket aan bruggen in de wijken Gein III en IV, allemaal van de hand van Sterenberg.
De brug steunt op betonnen landhoofden met dito borstweringen. Om de overspanning te dragen zijn vier betonnen brugpijlers neergezet met daarover twee jukken. De overspanning wordt gedragen door houten balken waarover een houten loopdek met split tegen de gladheid. De brug heeft vermoedelijk begin 21e eeuw een nieuwe houten overspanning gekregen waarbij de oorspronkelijke dikhouten leuningen vervangen zijn door een slankere opbouw. De brug kreeg toen ook aan de parkzijde een (niet afsluitbare) toegangspoort mee.
De brug heeft drie doorvaarten, waarvan de middelste 5,25 meter breed is; doorvaart is echter theoretisch; er is in de onderliggende ondiepe sloot geen scheepvaart mogelijk.
De brug ging vanaf de oplevering anoniem door het leven onder brug 1482. De gemeente Amsterdam vroeg in 2016 aan de Amsterdamse bevolking om mogelijke namen voor dergelijke bruggen. Een voorstel deze brug te vernoemen naar verzetsstrijdster Jos Gemmeke werd in juni 2020 goedgekeurd en op genomen in de Basisregistratie Adressen en Gebouwen (BAG).

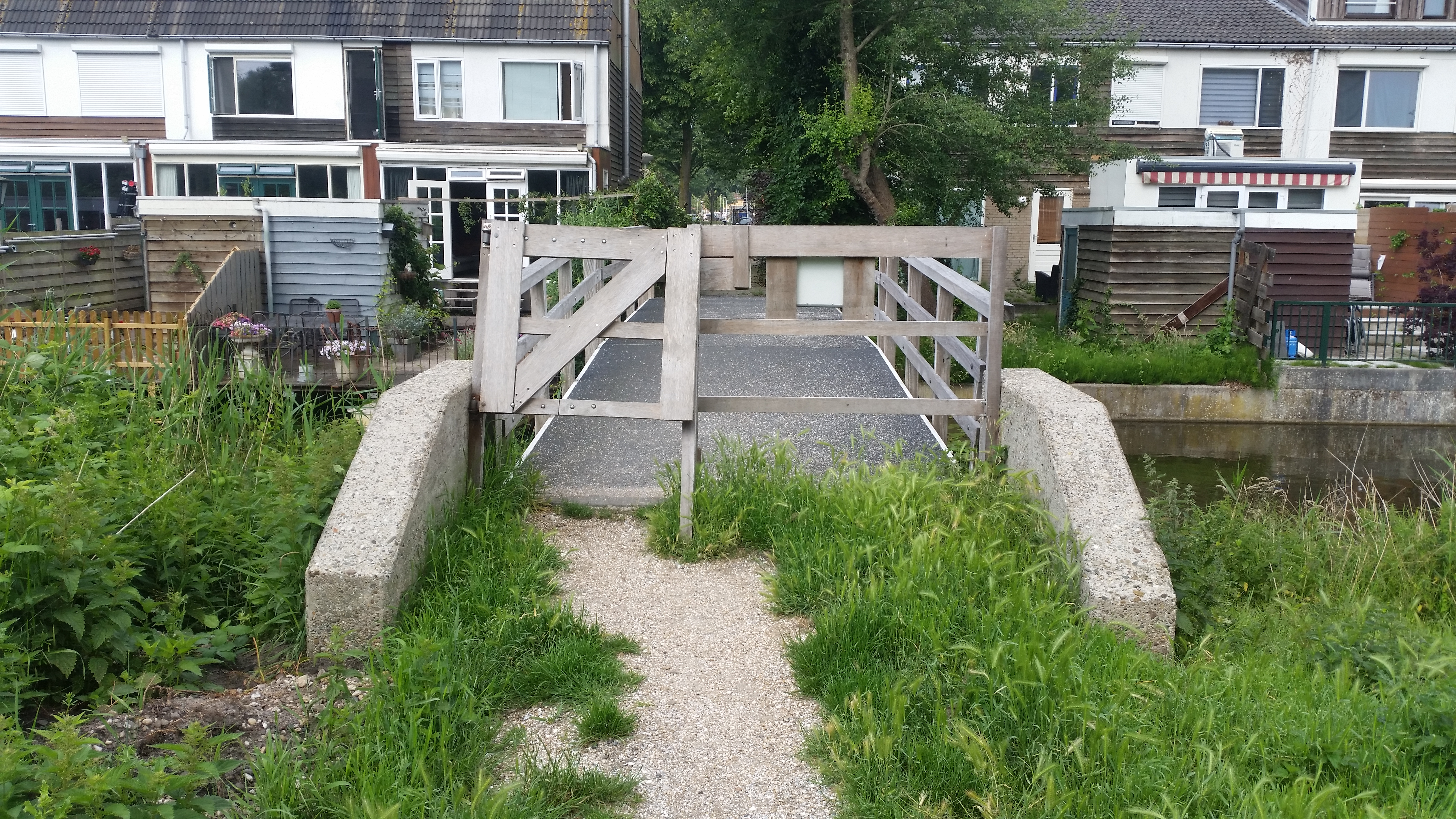
Jos Gemmekebrug met op de achtergrond Jan Nautahof (juni 2020)

1431 · 1432 · 1438 · 1439 · 1444 · 1445 · 1446 · 1447 · 1448 · 1449 ·  1450 · 1451 · 1452 · 1453 · 1454 · 1455 · 1456 · 1457 · 1458 · 1459 · 1461 · 1462 · 1463 · 1464 · 1465 · 1466 · 1471 · 1472 · 1473 · 1477 · 1478 · 1479 · 1482 · 1483 · 1484 · 1485 · 1486 · 1487 · 1488 · 1489 · 1490
Overige brugnummers niet vergeven of gesloopt (gegevens 2022).